# Adópengő

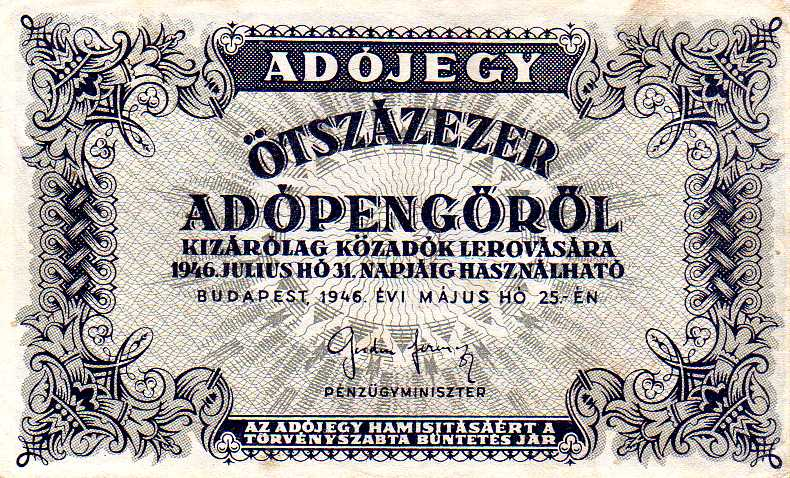
Adópengő Banknote mit Nominalwert 500.000 (herausgegeben am 25. Mai 1946)

Der Adópengő (deutsch Steuerpengő) war eine ungarische Währungseinheit, die am 1. Januar 1946 eingeführt wurde und dazu dienen sollte die Hyperinflation des Pengő zu stabilisieren. 
Am 1. August 1946 wurden Pengő und Adópengő schließlich durch den Forint ersetzt.

## Hintergrund
Nachdem der Pengő nach dem Zweiten Weltkrieg fast seinen gesamten Wert verloren hatte, da sich der im Umlauf befindliche Gesamtwert der ungarischen Banknoten von 863 Millionen im Jahr 1938 auf 765 Milliarden im Jahr 1946 erhöht hatte und sich die Inflation von 1 % pro Tag im Jahr 1945 auf über 2 % im Jahr 1946 am Tag erhöht hatte, sah die Regierung Handlungsbedarf und versuchte die Hyperinflation durch die Einführung einer neuen, vorübergehenden Währungseinheit (parallel zum Pengő) zu bremsen.
Erst die Einführung des Forint am 1. August 1946 konnte die Hyperinflation stoppen.

## Banknoten
| Nennwert             | Vorderseite | Rückseite | Maße        | Ausgabedatum  |
| -------------------- | ----------- | --------- | ----------- | ------------- |
| 10.000 Adópengő      |             |           | 136 × 83 mm | 13. Juni 1946 |
| 50.000 Adópengő      |             |           | 136 × 83 mm | 30. Mai 1946  |
| 100.000 Adópengő     |             |           | 136 × 83 mm | 13. Juni 1946 |
| 500.000 Adópengő     |             |           | 136 × 83 mm | 30. Mai 1946  |
| 1.000.000 Adópengő   |             |           | 136 × 83 mm | 30. Mai 1946  |
| 10.000.000 Adópengő  |             |           | 136 × 83 mm | 18. Juli 1946 |
| 100.000.000 Adópengő |             |           | 136 × 83 mm | 25. Juli 1946 |

## Statistik
| Datum      | Index                         |
| ---------- | ----------------------------- |
| 1. Januar  | 1                             |
| 1. Februar | 1,7                           |
| 1. März    | 10                            |
| 1. April   | 44                            |
| 1. Mai     | 630                           |
| 1. Juni    | 160 000                       |
| 1. Juli    | 7 500 000 000                 |
| 31. Juli   | 2 000 000 000 000 000 000 000 |